# Flaviana Matata
Flaviana Matata – tanzańska modelka.
Flaviana w 2007 roku wygrała wybory Miss Tanzanii. Dzięki temu wzięła udział w wyborach Miss Universe 2007. Została jedną z półfinalistek. Po konkursie zainteresowały się nią agencje modelek z: Barcelony, Nowego Jorku i Johannesburga. Na międzynarodowym wybiegu zadebiutowała w Johannesburgu w 2008 roku, prezentując kolekcje tanzańskiego projektanta mody Mustafa Hassanali. To sprawiło, że została zauważona przez innych. Niedługo potem prezentowała kolekcje: Tommy'ego Hilfigera, Vivienne Westwood i Charlotte Ronson. W marcu 2011 Matata wygrała konkurs na Modelkę Roku podczas Nigeryjskiego Tygodniu Mody w Lagos. Obecnie związana jest z takimi markami jak: Duru Olowu, Felder Felder, Fotini, Holly Fulton, Louise Gray, Meadham Kirchhoff, PPQ, Sally LaPointe.